# Casorate Sempione
Casorate Sempione (Casoraa Sempion in dialetto varesotto), è un comune italiano di 5 617 abitanti della provincia di Varese in Lombardia.

## Geografia

### Territorio
Casorate Sempione sorge nel Basso Varesotto, a 3 km di distanza dall'aeroporto di Malpensa. La città confina con i comuni di Arsago Seprio, Cardano al Campo, Gallarate e Somma Lombardo.
Il territorio è prevalentemente pianeggiante, a eccezione della collinetta sulla quale sorge la chiesa parrocchiale della Beata Vergine Assunta.
- Classificazione sismica: Zona 4 (sismicità irrilevante), ordinanza PCM n. 3274 del 20/03/2003.[5]

### Clima
Secondo la classificazione climatica nazionale, il centro abitato di Casorate Sempione è situato in Zona E. I Gradi giorno della città sono 2877 e il limite massimo consentito per l'accensione del riscaldamento è di circa 14 ore giornaliere (dal 15 ottobre al 15 aprile).
Il clima di Casorate Sempione è di tipo continentale: gli inverni sono freddi e presentano molte giornate di gelo, mentre le estati sono calde e afose; è sempre frequente, anche se in misura minore rispetto al passato, il fenomeno della nebbia. Le precipitazioni medie annue sono pari a 1082 millimetri, con un picco in primavera e in autunno e un minimo relativo in inverno. La media niveometrica del territorio, invece, si aggira intorno ai 40 centimetri all'anno.

## Storia
Da Casorate Sempione, in epoca romana, passava la via Severiana Augusta, strada romana consolare che congiungeva Mediolanum (la moderna Milano) con il Verbannus Lacus (il Lago Verbano, ovvero il Lago Maggiore, e da qui al passo del Sempione (lat. Summo Plano). 

## Luoghi d'interesse

### Architetture religiose
- Cappella di San Giorgio
- Cappella di San Rocco
- Chiesa del Santo Spirito
- Chiesa di Sant'Ilario
- Chiesa Parrocchiale della Beata Vergine Assunta

### Architetture civili
- Scuderia Bocconi
- Villino Cattoretti
- Villa Masnaga
- Villa Ughetta

## Società
Le prime notizie sulla popolazione casoratese sono riferite al 1621, quando il parroco don Luigi Mariani, nel suo libro Cenni storici di Casorate, scrisse che in quell'anno vi erano circa 500 abitanti.
Abitanti censiti

## Cultura

### San Tito
A Casorate è viva ancor oggi la festa decennale di san Tito (diacono martire), caratterizzata da devozione religiosa e tradizione popolare, celebrata per la prima volta nel 1926 per iniziativa del parroco don Luigi Mariani, figura singolare per vivacità di pensiero e azione. Don Mariani volle celebrare in quell'anno una solenne festa per ricordare il XV centenario del martirio di san Tito.
L'entusiasmo per la celebrazione fece sì che per la prima volta l'urna contenente le spoglie del santo fosse portata in processione per le vie del paese, che si ornarono di fiori di carta colorati e molte luci. Per le vie di allora passarono i cavalli dei carrettieri e delle prime scuderie con palafrenieri e cavalieri vestiti alla maniera romana dell'epoca di san Tito.
La festa viene riproposta ogni dieci anni, trasformata ormai in una campanilistica gara tra rioni. Si protrae per dieci giorni, ricca di manifestazioni. L'ultima edizione si è festeggiata nel settembre del 2016.

### Musica
A Casorate sono attive due associazioni musicali.
Il Corpo Musicale "La Casoratese" fondato nel 1936. A tutt'oggi è la più antica associazione cittadina in attività. 
Il coro, a voci pari maschile, "La Brughiera" fondato nel 1976.

## Amministrazione
| Periodo | Periodo | Primo cittadino         | Partito                                          |
| Inizio  | Fine    | Primo cittadino         | Partito                                          |
| ------- | ------- | ----------------------- | ------------------------------------------------ |
| 1945    | 1946    | Massimo Salmini         | Democrazia cristiana                             |
| 1946    | 1951    | Vittorio Puricelli      | Democrazia cristiana                             |
| 1951    | 1956    | Silvio Canziani         | Democrazia cristiana                             |
| 1956    | 1960    | Antonio Bono            | Democrazia cristiana                             |
| 1960    | 1970    | Angelo Ottolina         | Democrazia cristiana                             |
| 1970    | 1972    | Silvio Canziani         | Democrazia cristiana                             |
| 1972    | 1975    | Gianni Tagliabue        | Democrazia cristiana                             |
| 1975    | 1977    | Ettore Fabbri           | Democrazia cristiana                             |
| 1977    | 1980    | Mario Milani            | Democrazia cristiana                             |
| 1980    | 1985    | Oreste Severignini      | Democrazia cristiana                             |
| 1985    | 1990    | Aldo Milani             | Democrazia cristiana                             |
| 1990    | 1991    | Commissario prefettizio | Commissario prefettizio                          |
| 1991    | 1996    | Mauro Engolli           | Centro-sinistra                                  |
| 1996    | 2000    | Giovanni Aliverti       | Centro-sinistra                                  |
| 2000    | 2005    | Annamaria Aspesi        | Centro-destra                                    |
| 2005    | 2015    | Giuseppina Quadrio      | Centro-sinistra                                  |
| 2015    | 2025    | Dimitri Cassani         | Rinascita Civica - Centro Destra - Destra - Lega |

## Gemellaggi
Dal 14 settembre 2013, il comune di Casorate Sempione è gemellato con:
- Saint-Étienne-de-Saint-Geoirs
- Saint-Geoirs
- Saint-Michel-de-Saint-Geoirs

## Sport
| Squadra                            | Federazione |
| ---------------------------------- | ----------- |
| A.S.D Amatori Atletica Casorate S. | FIDAL       |